# Sasek Mały
Sasek Mały (niem. Paterschobensee) – wieś w Polsce położona w województwie warmińsko-mazurskim, w powiecie szczycieńskim, w gminie Szczytno.
W latach 1975–1998 miejscowość położona była w województwie olsztyńskim.
Wieś położona jest na południowo-wschodnim brzegu jeziora Sasek Mały, kształt jeziora jest taki, że miejscowość jest otoczona z dwóch stron. Wieś leży ok. 12 km na południowy wschód od Szczytna. We wsi oprócz zabudowań wiejskich także pole biwakowe i domki letniskowe.

## Historia
Wieś założona w ramach osadnictwa szkatułowego w 1787 r. na gruntach Lasów Korpelskich.

## Zabytki
- Chałupy drewniane, zabytek budownictwa regionalnego, domy nr: 6, 7, 9, 10, 11, 15, 17
- Cmentarz ewangelicki (przy drodze do Rekownicy).